# Reyes Maroto
María Reyes Maroto Illera (Medina del Campo, 19 de diciembre de 1973) es una economista, profesora universitaria y política española. Ejerció como ministra de Industria, Comercio y Turismo entre 2018 y 2023. Hasta 2018 fue diputada de la x legislatura de la Asamblea de Madrid. Fue la candidata del PSOE-M a la alcaldía de Madrid en las elecciones municipales de mayo de 2023, saliendo elegida concejal del Ayuntamiento de Madrid.

## Biografía

### Primeros años
Aunque nació en la localidad de Medina del Campo (provincia de Valladolid), sus padres son originarios y residentes de la también vallisoletana localidad de Ataquines, en la que pasó su infancia y juventud. Se licenció en Economía en la Universidad de Valladolid. Posteriormente realizó un máster en Economía y Finanzas en el Centro de Estudios Monetarios y Financieros y un posgrado en Evaluación Sanitaria y Acceso al Mercado en la Universidad Carlos III de Madrid.
Es profesora del departamento de Economía de la Universidad Carlos III de Madrid y miembro del Instituto de Estudios de Género de dicha universidad.
Trabajó en la Fundación IDEAS entre 2011-2013 como Responsable del Área de Economía, Sostenibilidad y Bienestar, en Analistas Financieros Internacionales (AFI) entre 2005-2010 como Responsable de Proyectos del Área de Economía Aplicada y Territorial, en Asistencia Técnica QUASAR entre 2003-2005 como Directora de Proyectos y entre 1998-2003 en la Fundación de Estudios de Economía Aplicada (FEDEA) como investigadora.

### Diputada autonómica (2015-2018)
Candidata número 20 de la lista del Partido Socialista Obrero Español (PSOE) para las elecciones autonómicas de mayo de 2015 en la Comunidad de Madrid, resultó elegida y se convirtió en diputada de la Asamblea de Madrid para la x legislatura de la cámara, en la cual ejerció de portavoz socialista en la Comisión de Presupuestos, Economía, Hacienda y Empleo. Renunció a su acta de parlamentaria en la Asamblea de Madrid el 6 de junio de 2018. Residente en Alcorcón, está afiliada a la agrupación socialista local en dicho municipio madrileño.

### Ministra de Industria, Comercio y Turismo (2018-2023)

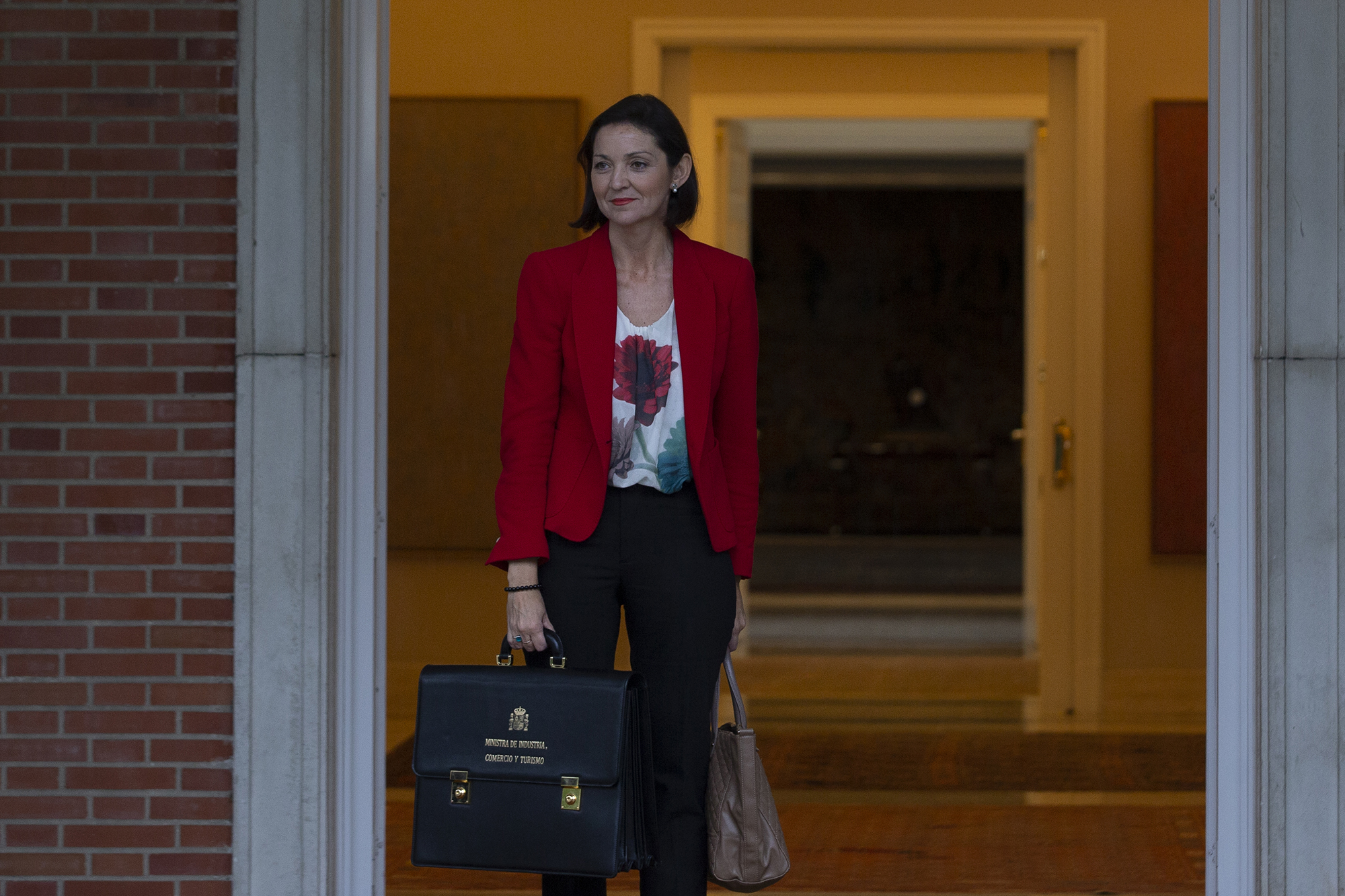
Fotografiada en junio de 2018 en La Moncloa como nueva titular de la cartera de Industria, Comercio y Turismo.

Maroto fue escogida por el presidente del Gobierno Pedro Sánchez para integrar su primer consejo de ministros, formado tras la moción de censura que el PSOE sacó adelante el 1 de junio de 2018 contra Mariano Rajoy. Felipe VI sancionó mediante real decreto de 6 de junio su nombramiento como titular de la cartera de Industria, Comercio y Turismo; Maroto tomó posesión del cargo el 7 de junio en La Zarzuela.
Maroto siguió en el mismo puesto en el Segundo Gobierno Sánchez (formado en enero de 2020) y en una gran remodelación ministerial de julio de 2021.

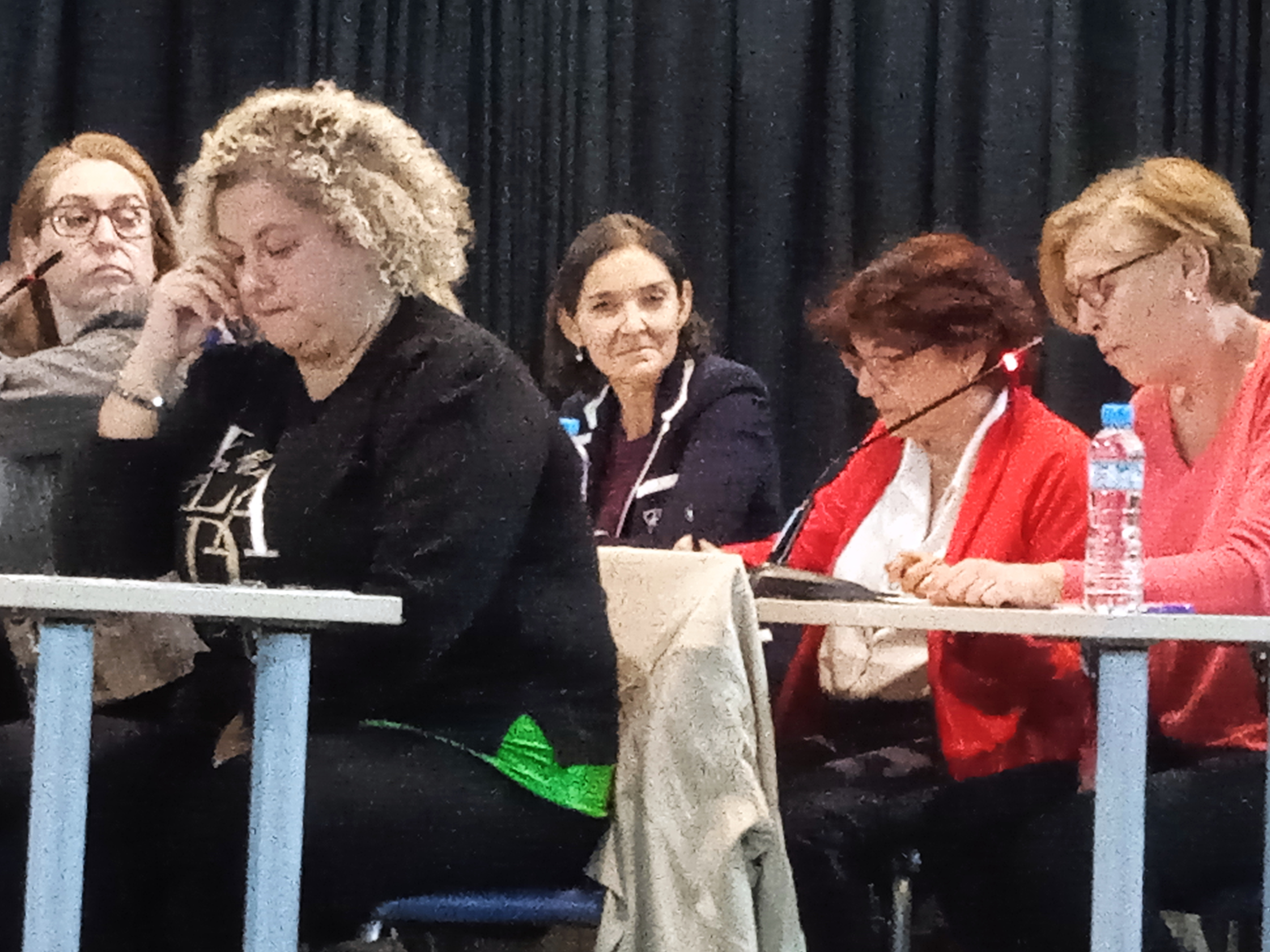
Reyes Maroto asiste al pleno del distrito de Vicálvaro en noviembre de 2023

### Concejal del Ayuntamiento de Madrid (2023-actualidad)
En noviembre de 2022 se hizo público que sería la candidata del PSOE a la alcaldía de Madrid en elecciones municipales de 2023. Cesó como ministra el 28 de marzo de 2023 para centrarse en la campaña. En dichas elecciones el PSOE-M consigue 11 de los 57 concejales que conforman el pleno del Ayuntamiento de Madrid, siendo la tercera fuerza más votada y la segunda de la oposición. Reyes Maroto se convierte en portavoz de su grupo municipal en la Corporación 2023-2027.Con Reyes Maroto como candidata, el PSOE terminó con 20 años de empeoramiento en los resultados municipales.

## Polémicas
En el contexto de la erupción volcánica de La Palma de 2021 la ministra Reyes Maroto declaró que «la erupción de La Palma es un reclamo turístico que podemos aprovechar». En relación con esto, la erupción de abril de 2021 del Fagradalsfjall en Islandia también se produjo sin víctimas y el Gobierno islandés habilitó una ruta con mirador para que los turistas pudieran presenciar la erupción y ayudó a recuperar un poco el turismo tras la caída por la pandemia de COVID-19. Cabe señalar que el valle del volcán Fagradalsfjall se encuentra deshabitado, mientras en la falda del volcán Cumbre Vieja hay numerosas viviendas, edificios públicos y negocios que los vecinos de La Palma están perdiendo a diario debido a las coladas de lava. Posteriormente, debido a las críticas recibidas de la oposición, la ministra Maroto se retractó de sus palabras. En 2022 La Palma batió todos los récords de turistas y pernoctaciones de su historia, superando las cifras pre-Covid de 2019.
El 16 de enero de 2023 estuvo a punto de cesar a Xiana Méndez a favor de Juan Ignacio Díaz Bidart por presiones de Nadia Calviño, pero la operación (que ya se había cobrado a Galo Gutiérrez, Raül Blanco, Fernando Valdés y Nieves Olveira) fue abortada por Moncloa.
Su campaña por la alcaldía de Madrid tampoco estuvo exenta de controversia, también con Bidart como accesorio.
El 18 de octubre de 2023, en una entrevista en el periódico El Mundo, dijo: ¿En qué nos ponemos de acuerdo con Bildu? En mejorar la vida de los españoles. Estas declaraciones desataron un río de comentarios discrepantes.